# بروتوكول مينيسوتا
يتألف بروتوكول مينيسوتا المتعلّق بالتحقيق في حالات الوفاة التي يُحتمل أن تكون غير مشروعة (2016) من مجموعة من الإرشادات الدولية للتحقيق في الوفيات المُشتبه بها، وبشكل خاص تلك التي يشتبه بتورط الدولة فيها (نتيجةً لفعلٍ ما أو إهمال).
تحمل النسخة الأصلية من البروتوكول، التي صدرت عام 1991، عنوان دليل الأمم المتّحدة لمنع ممارسات تنفيذ عمليات الإعدام خارج نطاق القانون والإعدام التعسفي والإعدام دون محاكمة والتحقيق في تلك الممارسات. صيغ البروتوكول لدعم تنفيذ مبادئ الأمم المتحدة بشأن المنع والتقصي الفعالًين لعمليات الإعدام خارج نطاق القانون والإعدام التعسفي والإعدام بإجراءات موجزة وفق ما أقرته الأمم المتحدة في عام 1989. أصبح الدليل يُعرف باسم بروتوكول مينيسوتا بسبب الدور المركزي للجنة حقوق الإنسان الدولية لمحامي مينيسوتا في تطويره. ويعكس استخدام مصطلح «بروتوكول» عنصر الطب الشرعي في الوثيقة لا وضعها القانوني. في عام 2016، وبعد عملية مراجعة استمرت عامين، تمت النسخة الجديدة من بروتوكول مينيسوتا، من قبل فريق خبراء دولي شكلته الأمم المتحدة خاص بحالات الإعدام خارج نطاق القانون والإعدام دون محاكمة والإعدام التعسفي، ومفوضية الأمم المتحدة السامية لحقوق الإنسان. نشرت المفوضية السامية لحقوق الإنسان النسخة المٌنقّحة في عام 2017.

## الخلفية
وُضعت صيغة بروتوكول مينيسوتا الأصلي ليكون وثيقة فنية تهدف إلى تقديم المساعدة العملية للذين يحققون في حالات الوفاة المشبوهة. وللتعامل مع مسألة معالجة عمليات القتل السياسي خلال منتصف ثمانينيات القرن العشرين، توصلت مجموعات المجتمع المدني المختلفة إلى استنتاج مفاده أن تقنيات التحقيق الجنائي تمثل نقطة بداية واضحة. وفي عام 1984، أجرت منظمة العفو الدولية دراسة استقصائية خاصة عن كيفية تعامل مختلف الدول مع عمليات تشريح جثث ضحايا القتل التعسفي. كان ديفيد فايسبروت، الأستاذ في جامعة مينيسوتا، يقضي إجازة في المكتب القانوني لمنظمة العفو الدولية في 1982-1983، وحينها وُلدت فكرة كتابة الدليل.
توضحت الحاجة إلى وجود مثل هذه المعايير خلال تداعيات اغتيال بنينو أكينو جونيور في أغسطس 1983. إذ تقاعست حكومة الفلبين عن إجراء تحقيق كافٍ رغم إبدائها النية علنًا. ولاحظت آن ماري كلارك لاحقًا: «في ذلك الوقت، لم توجد إجراءات موحدة دوليًا للتحقيق في الوفاة. لذا لم يتوفر معيار خارجي يمكن استخدامه أساسًا للانتقاد عندما تفشل الحكومات في إجراء تحقيق مناسب في عمليات القتل السياسي في قضية مثل وفاة أكينو».
أُعد البروتوكول من قبل مجموعة من الخبراء القانونيين وخبراء الطب الشرعي وبتنسيق من لجنة حقوق الإنسان الدولية لمحامي مينيسوتا (تُسمى الآن محامون من أجل حقوق الإنسان)، بالتعاون مع برنامج العلوم وحقوق الإنسان التابع للجمعية الأمريكية لتقدم العلوم.
في مجموعة من القرارات، كلفت لجنة الأمم المتحدة لحقوق الإنسان المفوضية السامية لحقوق الإنسان بتحديث البروتوكول. واستشهد مجلس حقوق الإنسان فيما بعد بهذه القرارات في قرارات أخرى تتعلق بعلم الوراثة الشرعي وحقوق الإنسان.
في عام 2014، بدأ المقرِر الخاص المعني بحالات الإعدام بإجراءات موجزة، كريستوف هاينز، عملية تشاور مع الخبراء المعنيين، وبالتعاون مع المفوضية السامية لحقوق الإنسان ومكتب الأمم المتحدة المعني بالمخدرات والجريمة، جمع مجموعة كبيرة للمشاركة في تنقيح بروتوكول مينيسوتا. وفي عام 2015، أشار في تقريره إلى الجمعية العامة إلى أن «مدى الاعتماد المستمر على الدليل في التشريع القانوني الدولي ومن قبل الكيانات القانونية الوطنية يؤكد الحاجة إلى أن تكون الوثيقة محدثة وشاملة. إذا كانت الوثيقة أكثر حداثة، فمن المتوقع أن تخدم بوصفها دليلًا أسهل وأكثر استخدامًا».
في عام 2016، أجرى فريقان عاملان وفريق استشاري دولي كبير التنقيح، شمل ذلك مشاورتين لجهتين متخصصتين مع الإشارة إليهما. وكما في النسخة الأصلية، اعتمدت الوثيقة على خبرة الفرق التي صاغتها وراجعتها. شارك بعض الأفراد في صياغة النصين الأصلي والمنقح. وقُدمت الوثيقة النهائية إلى المفوضية السامية لحقوق الإنسان في يوليو 2016، ونُشرت في مايو 2017.

## استخدامات البروتوكول
عند الإعلان عن نشره، سلطت مفوضية الأمم المتحدة السامية لحقوق الإنسان الضوء على أن «التحقيقات المناسبة في الوفيات المشبوهة جزء لا يتجزأ من حماية الحق في الحياة».
أشارت المحاكم الإقليمية لحقوق الإنسان إلى الدليل ضمن استدلالها إلى استنتاجات بشأن عدم كفاية التحقيقات في الوفيات المشبوهة. وفعلت المحاكم الوطنية الشيء نفسه عند وضع إرشادات للتحقيق في عمليات القتل التي ترتكبها الشرطة. اعتمدت اللجنة الدولية للصليب الأحمر على إرشادات الدليل في دراستها عن القانون الدولي الإنساني العرفي: مساهمة في فهم واحترام سيادة القانون في النزاعات المسلحة (2005) وفي إرشادات للتحقيق في الوفيات التي تحدث خلال الاحتجاز (2013).
غالبًا ما يُجمع بروتوكول مينيسوتا مع وثيقة أخرى ذات غرض طبي قانوني وحقوقي مماثل، وهي بروتوكول إسطنبول، الذي يهدف إلى توثيق التعذيب. في تقريره إلى الجمعية العامة للأمم المتحدة في عام 2014، شجع المقرر الخاص المعني بمسألة التعذيب، خوان إي منديز، على استخدام كلتا الوثيقتين عند إجراء تشريح الجثث الشرعي، وسلط الضوء على الثغرات في خدمات الطب الشرعي باعتبارها تسهم في غياب المساءلة عن الانتهاكات الجسيمة لحقوق الإنسان.

## نطاق الاستخدام
يهدف بروتوكول مينيسوتا إلى حماية الحق في الحياة من خلال تعزيز التحقيق الفعال في حالات الوفاة التي يُحتمل أن تكون غير مشروعة أو الاختفاء القسري المشبوه. ويضع معايير مشتركة للأداء ومجموعة مشتركة من المبادئ والإرشادات للدول، وكذلك للمؤسسات والأفراد الذين يعملون في التحقيقات.
ينطبق بروتوكول مينيسوتا على التحقيقات في جميع «الوفيات التي يحتمل أن تكون غير مشروعة». وهذا يشمل في المقام الأول:
1. حالات الوفاة التي قد تنجم عن أفعال أو امتناع عن أفعال من جانب الدولة أو أجهزتها أو وكلائها، أو يمكن أن تعزى إلى الدولة، في انتهاك لواجبها باحترام الحق في الحياة؛
2. حالات الوفاة التي تحدث عندما يكون الشخص محتجزًا لدى الدولة أو أجهزتها أو وكلائها؛ أو
3. حالات الوفاة التي تحدث عندما تتقاعس الدولة عن الوفاء بالتزاماتها بحماية الحياة.[14]

ويوضح البروتوكول أن حماية الحق في الحياة تعني منع الحرمان من الحياة بصورة تعسفية، ولكنها تستلزم المساءلة عن الحرمان من الحياة تعسفًا كلما حدث. ولذلك، يجب على الدول، بالإضافة إلى واجباتها في احترام وحماية الحق في الحياة، أن تحقق أيضًا في الوفاة التي يحتمل أن تكون غير مشروعة، وأن تضمن المساءلة وتعالج الانتهاكات. وينص البروتوكول على ما يلي:
«التحقيق في حالات الوفاة التي يحتمل أن تكون غير مشروعة وضمان المساءلة والانتصاف بشأن الانتهاكات، يشكل واجب التحقيق جزءًا أساسيًا من إعلاء الحق في الحياة [...] وعندما يكشف التحقيق أدلة على أن الوفاة حدثت بصورة غير مشروعة، يجب على الدولة أن تضمن محاكمة الجناة المعنيين، ومعاقبتهم، عند الاقتضاء، من خلال عملية قضائية. [...] وعدم احترام واجب التحقيق يمثل انتهاكًا للحق في الحياة. فالتحقيقات والملاحقات القضائية ضرورية لردع الانتهاكات مستقبلًا، ولتعزيز المساءلة والعدالة والحق في الانتصاف والحقيقة وسيادة القانون».